# Tag (znacznik)
Tag (znacznik) – znak lub słowo kluczowe przypisane do określonego fragmentu informacji, na przykład tekstu, pliku multimedialnego czy strony internetowej. Tagi są powszechnie stosowane w bazach danych oraz przy opisywaniu informacji tekstowej. Tagowanie może być także używane przez różnego rodzaju systemy klasyfikujące. Popularnym systemem tagowania są tak zwane hasztagi, występujące w mediach społecznościowych. Praktyka tagowania zasobów internetowych przez członków jakiejś społeczności nazywana jest folksonomią.

## Języki znaczników
W przypadku danych tekstowych znaczniki są stosowane do klasyfikowania fragmentów tekstu. Znaczniki, w odróżnieniu od komend programów komputerowych, są wplecione bezpośrednio w ciało informacji. Nie są one „wykonywane” i nie stanowią „poleceń”, lecz są osobną formą danych, umożliwiającą wykonywanie określonych działań na pozostałej informacji. Tagi mogą tworzyć struktury hierarchiczne oraz precyzować swoje znaczenie poprzez atrybuty.
Standaryzowane zbiory tagów oraz zasady ich stosowania to języki znaczników. Niektóre meta-języki znaczników (np. SGML lub XML) same nie mają znaczenia i służą jedynie ujednoliceniu zapisu kolejnych języków. Inne natomiast tworzone są z myślą o konkretnym zastosowaniu, przykładowo język HTML służy wyłącznie tworzeniu stron WWW, a język SVG – zapisowi grafiki wektorowej. Dzięki jednolitej składni większość języków znaczników łatwo jest przekształcić w pełne bazy danych lub formatować i prezentować dane na rozmaitych urządzeniach.
Znaczniki najczęściej są otoczone nawiasami ostrymi lub prostokątnymi. Atrybuty najczęściej określone są za pomocą nazwy oraz wartości otoczonej apostrofami lub cudzysłowami.
SGML<tag atrybut='detal'> tekst </tag>
BBCode[tag atrybut='detal'] test [/tag]

## Bazy danych

Chmura tagów terminu Web 2.0

Tagi to także nazwy kategorii, które służą do klasyfikowania zawartości witryny WWW (na przykład artykułów w serwisie lub wpisów w dzienniku). Tagowanie elementów serwisu (przypisywanie im słów kluczowych) umożliwia czytelnikowi szybki wybór interesujących go informacji. Zakres oraz częstość używania tagów są niekiedy przedstawiane w postaci graficznej za pomocą tzw. chmur tagów.